# Слухи (альбом)
Слухи — дебютный студийный сольный альбом российской певицы Анны Семенович — экс-солистки группы «Блестящие».

## Об альбоме
Выпуск альбома состоялся 11 декабря 2008 года. Альбом вышел на лейбле Amusic Records Company. На Украине пластинка была выпущена компанией Moon Records. На диске представлено 12 композиций. Также имеются четыре караоке-трека. Две песни с альбома стали саундтреками к фильмам, в которых снялась Семенович: песня «Война и мир» стала саундтреком к фильму Гитлер капут!, песня «Вся такая внезапная» стала саундтреком к одноимённому сериалу.
Презентация альбома состоялась 12 декабря 2008 года в клубе «Бархат».

## Реакция критики
Алексей Мажаев из агентства InterMedia оценил альбом положительно, поставив ему 3 балла из 5. Он охарактеризовал диск, как «результат довольно вдумчивой и упорной работы». Однако по мнению рецензента «Анна не поражает воображение как вокалистка, но поет именно так, как может петь бывшая солистка группы "Блестящие"». К неудачным песням альбома Мажаев отнёс треки «На моря», записанную совместно с певцом Arash, и совместную работу с Тимати — песню «Война и мир». Положительно были оценены такие песни, как «Слухи», которые «свидетельствуют о том, что Семенович здраво оценивает народное внимание к себе», «Тирольская песня», эксплуатирующая «те же приёмы», что и песня «За пивОм», кабаре-дуэта «Академия», и совместная работа с Филиппом Киркоровым «От любви до любви», который «начинается красиво», «но затем певец начинает форсировать вокал — в результате Анну элементарно не слышно». Также рецензентом были отмечены песни «Пела», «Жилка» и «Вся такая внезапная».

## Список композиций
| №   | Название                                        | Автор(ы)             | Музыка                                                                 | Длительность |
| --- | ----------------------------------------------- | -------------------- | ---------------------------------------------------------------------- | ------------ |
| 1.  | «На моря» (featuring Arash)                     | К.Арсеньев           | Arash Labef, Max Tavahen, Sabina Alic, Robert Unlmann, Johan Bejerholm | 3:00         |
| 2.  | «Дожди»                                         | О.Шамис              | С.Сорокин                                                              | 3:46         |
| 3.  | «Тирольская песня»                              | К.Арсеньев           | К.Арсеньев                                                             | 3:16         |
| 4.  | «Слухи»                                         | К.Клюев              | С.Ревтов                                                               | 3:03         |
| 5.  | «От любви до любви» (featuring Филипп Киркоров) | С.Ревтов, Н.Пушкова  | С.Ревтов                                                               | 4:01         |
| 6.  | «LOVE ловила»                                   | Н.Пушкова            | С.Ревтов                                                               | 3:15         |
| 7.  | «Пела»                                          | Л.Валеева            | Brandon Stone                                                          | 3:36         |
| 8.  | «Жилка»                                         | В.Чувашова           | Л.Валеева                                                              | 3:13         |
| 9.  | «Вся такая внезапная»                           | К.Арсеньев           | О.Воляндо                                                              | 3:06         |
| 10. | «Война и мир» (featuring Тимати)                | Tom & Jerry и Тимати | Garage Rsver                                                           | 3:52         |
| 11. | «На моря» (DJ Грув Remix)                       |                      |                                                                        | 2:40         |
| 12. | «Слухи» (DJ Грув Remix)                         |                      |                                                                        | 2:21         |

Караоке
| №  | Название            | Длительность |
| -- | ------------------- | ------------ |
| 1. | «Слухи»             | 3:05         |
| 2. | «Тирольская песня»  | 3:16         |
| 3. | «Жилка»             | 3:14         |
| 4. | «От любви до любви» | 4:01         |